# Deutsch-Französisches Bildungszentrum Leipzig

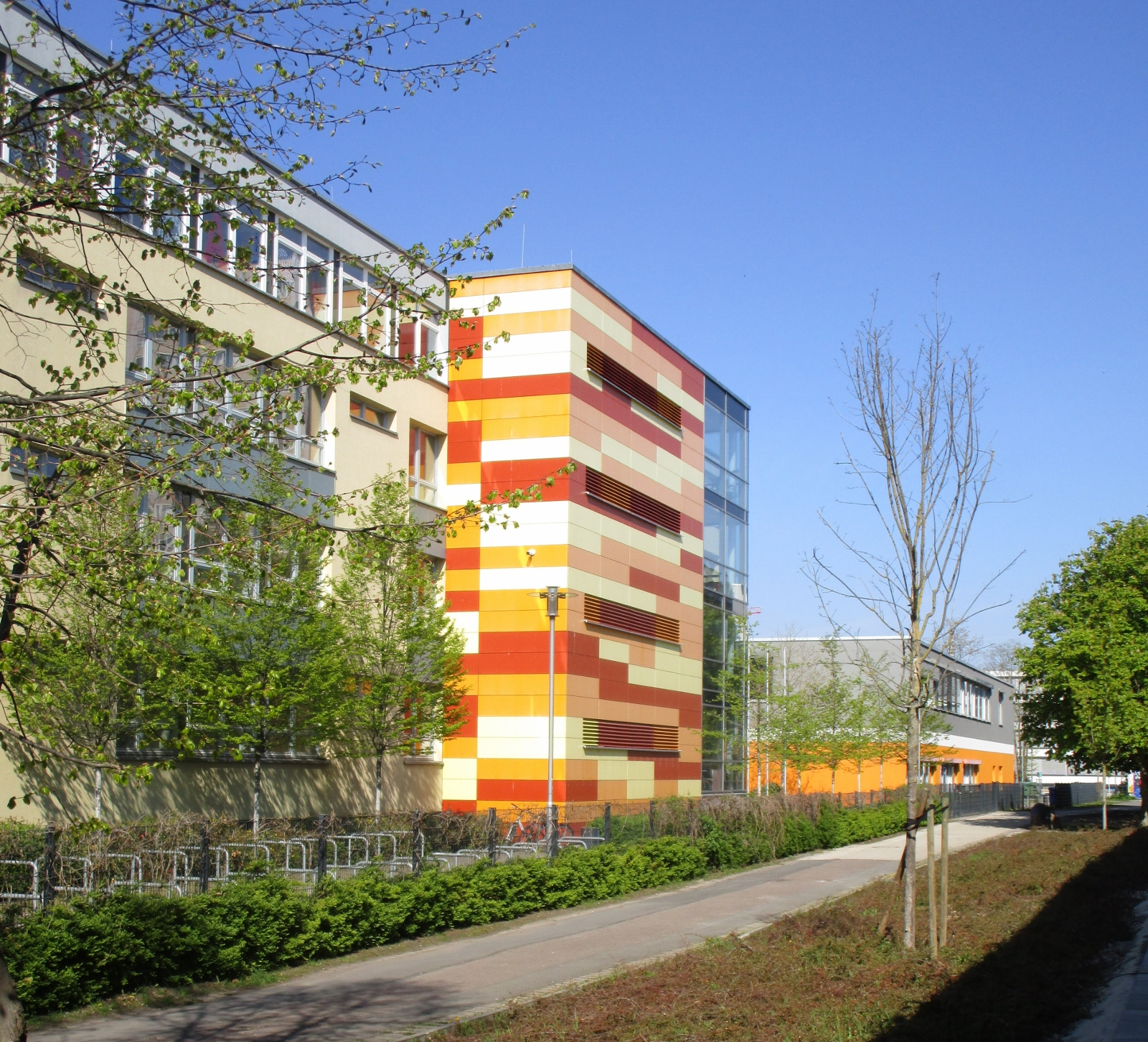
Gymnasium des Bildungscampus (Reclam-Schule)

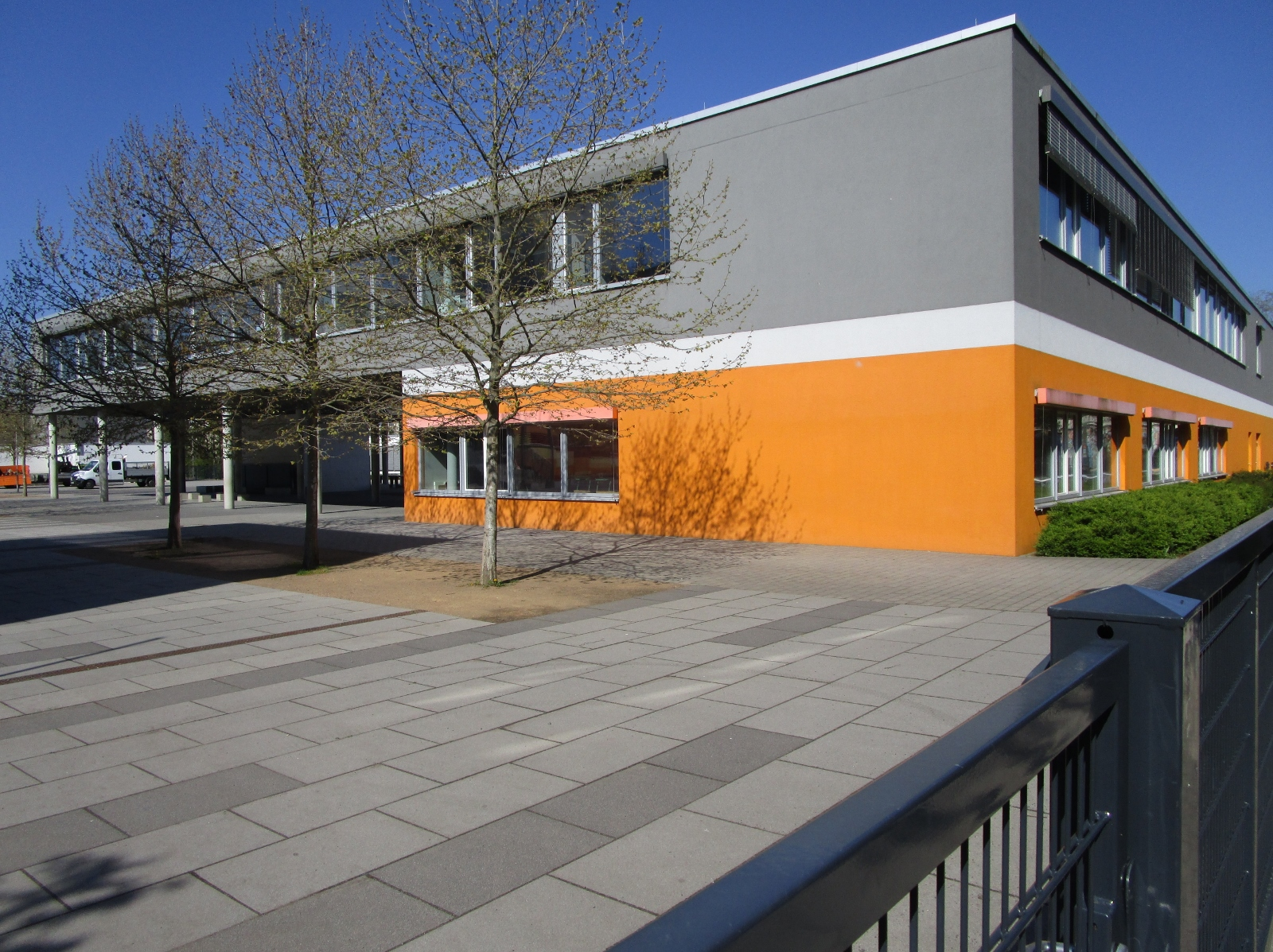
Grundschule des Bildungscampus (Pablo-Neruda-Schule)

Das Deutsch-Französische Bildungszentrum der Stadt Leipzig, genannt FRANZ, ist ein Zusammenschluss von fünf Leipziger Bildungseinrichtungen in öffentlicher Trägerschaft. Schwerpunkt der inhaltlichen Arbeit ist die deutsch-französische bilinguale und bikulturelle Bildung und Erziehung der Kinder und Jugendlichen von der Kindertageseinrichtung bis zum Schulabschluss.

## Zentraler Standort

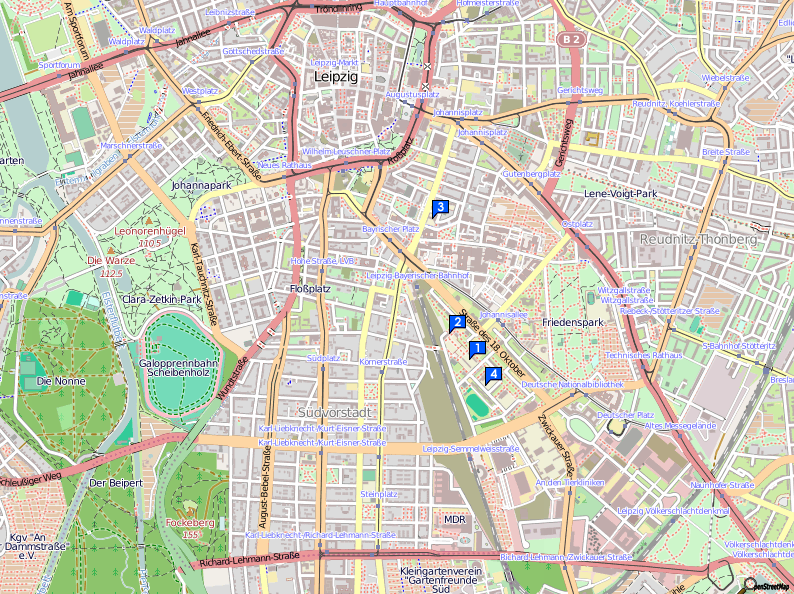
Lage der Einrichtungen

Der Campus mit allen Einrichtungen befindet sich im Zentrum Südost der Stadt Leipzig in der Nähe des Bayerischen Platzes.
Die beteiligten Bildungseinrichtungen befinden sich auf der Karte unter (Legende):
1. Deutsch-Französische Integrative Kindertageseinrichtung Leipzig, Tarostraße 9a
2. Pablo-Neruda-Schule, Grundschule der Stadt Leipzig
3. Hort der Pablo-Neruda-Schule Leipzig
4. Caroline-Neuber-Schule, Oberschule der Stadt Leipzig
5. Anton-Philipp-Reclam-Schule, Gymnasium der Stadt Leipzig.

Die Oberschule ist im Sommer 2023 auf den Campus gezogen und hat dabei den Namen geändert, daher ist sie nicht auf dem Orientierungsschild zu sehen. Auch die Kindertagesstätte ist im 2024 umgezogen. Die Beschilderung wird 2024/2025 aktualisiert.

## Geschichte
Die Einrichtung des Deutsch-Französischen Bildungszentrums der Stadt Leipzig geht zurück auf eine Initiative Einzelner aus dem Jahr 2003. Vor dem Hintergrund, dass sich in dieser Stadt verschiedene Einrichtungen unabhängig voneinander der intensiven Förderung der französischen Sprache und Kultur verschrieben hatten, entstand die Idee, diese zu vernetzen. Dabei ging es zunächst um die weitere Entwicklung der bereits bestehenden Bildungsgänge und um die gemeinsame Nutzung vorhandenen Potentials. Die Schaffung eines „Deutsch-Französischen Bildungscampus“ wurde aber lediglich als langfristiges Ziel definiert.
Schnell wurde klar, dass das neu entstehende Konstrukt neben der Förderung des Französischen in Leipzig auch neue Akzente in der aktuellen bildungspolitischen Debatte zu setzen vermochte.
Vor dem Hintergrund, dass sich im entstehenden Netzwerk sowohl eine Kita als auch eine Grundschule mit dazugehörigem Hort, eine Mittel- bzw. Oberschule und ein Gymnasium befanden, entstand die Idee, einen durchgehenden Bildungsgang von der Kindertageseinrichtung bis zum Schulabschluss zu schaffen – ohne die an verschiedenen Stellen der Bildungsbiografie der Schüler notwendige Differenzierung und Individualisierung zu vernachlässigen.
Die Arbeit an der Realisierung des Vorhabens erfolgte auf verschiedenen Ebenen.
Eine Arbeitsgruppe, bestehend (neben den Leiterinnen) aus interessierten und engagierten Mitarbeitern der Einrichtungen, Eltern und Freunden der französischen Sprache traf sich regelmäßig, um eine Konzeption zu erarbeiten.
Die Einrichtungen näherten sich auf der Arbeitsebene an (z. B. erste Betriebspraktika der Gymnasiasten in der Kita, erste Arbeitstreffen zu Bildungsinhalten und Bildungsübergängen etc.).
Die Stadt Leipzig als Trägerin aller fünf Einrichtungen wie auch die Sächsische Bildungsagentur Regionalstelle Leipzig (ab 2018 umbenannt in Landesamt für Schule und Bildung) wurden über das Vorhaben informiert, Arbeitsstände wurden kommuniziert.
Die bildungspolitischen Sprecher der Fraktionen der Leipziger Stadtverordnetenversammlung wurden für das Vorhaben gewonnen. Auf ihre Initiative hin fasste die Ratsversammlung am 29. August 2009 einen ersten Beschluss zur Schaffung eines Deutsch-Französischen Bildungszentrums in Leipzig. Parallel dazu liefen die Planungen zu Sanierung bzw. Neubau der Gebäude einzelner Einrichtungen.
Im November 2009 wurde der Stadt Leipzig eine erste Fassung der Konzeption übergeben.
Am 30. März 2010 konstituierte sich die Konferenz des Bildungszentrums, das Steuerungsgremium nahm seine Arbeit auf.
Im Mai 2010 wurde das Kuratorium des Deutsch-Französischen Bildungszentrums Leipzig e. V. gegründet.

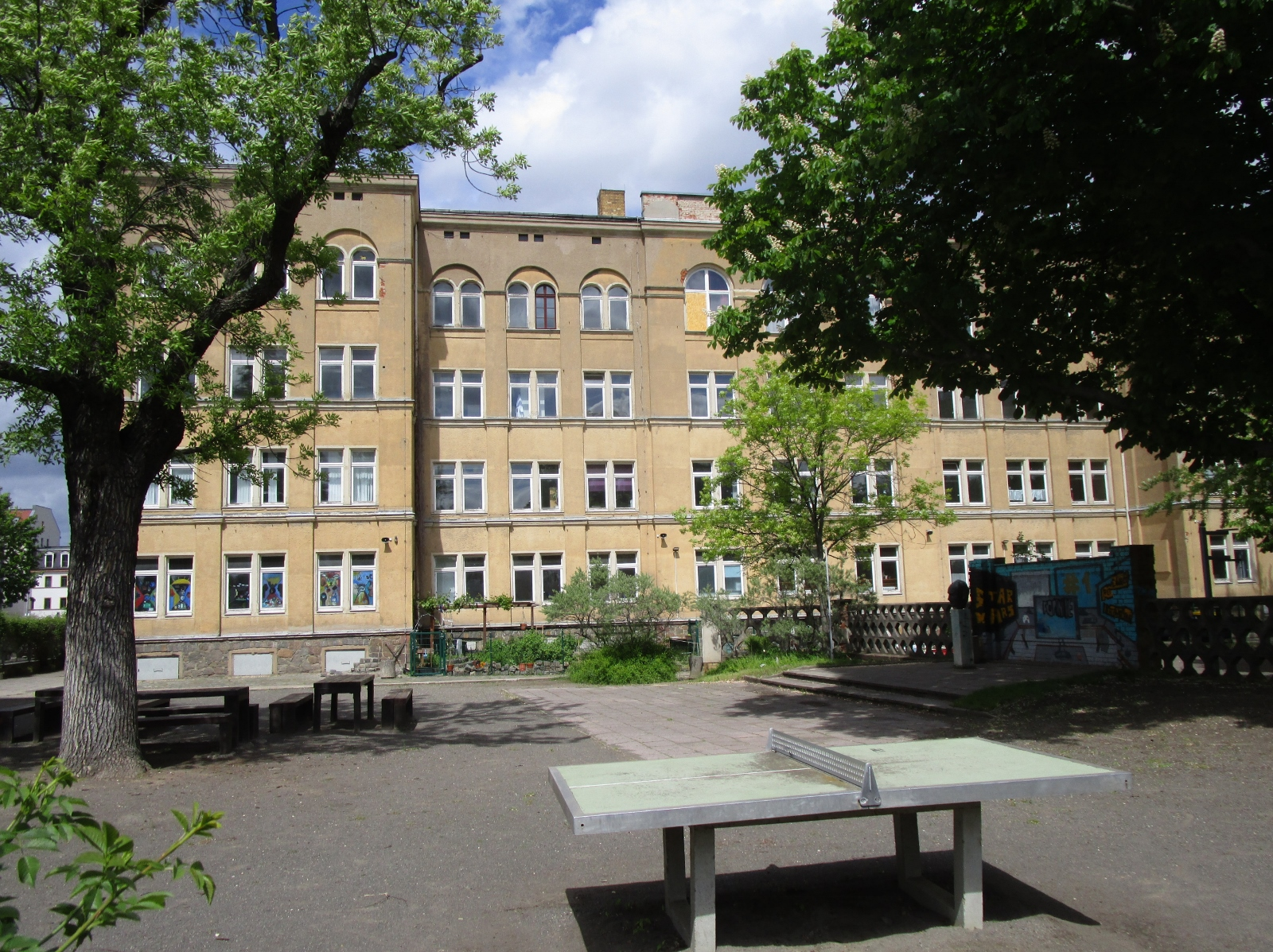
Ehemaliger Standort der Oberschule, damals benannt Georg-Schumann-Schule

In der Zeit von Juni 2010 bis März 2011 wurde durch die Stadtverwaltung Leipzig in enger Abstimmung mit den beteiligten Einrichtungen und der Sächsischen Bildungsagentur (Regionalstelle Leipzig) die erste Endfassung, gleichzeitig Beschlussvorlage für die Ratsversammlung, erarbeitet. Am 20. April 2011 wurde die Konzeption für das Deutsch-Französische Bildungszentrum in der Ratsversammlung der Stadt Leipzig mit nur einer Gegenstimme beschlossen.
Im August 2023 zog die Oberschule auf den FRANZ Campus und wurde dabei umbenannt. Der alte Name, Georg-Schumann-Schule wurde geändert zu Caroline-Neuber-Schule, Oberschule im Deutsch-Französischen Bildungszentrum der Stadt Leipzig.

## Organisationsstruktur und Gremien
Träger der bilingualen Bildung und Erziehung der Kinder in der Kindertageseinrichtung ist der Verein Deutsch-Französische Bildung in Kita und Schule – mille pattes e. V. Die Arbeit des Deutsch-Französischen Bildungszentrums wird durch weitere, verschiedene Gremien begleitet.
Die Leiter der fünf Einrichtungen bilden das Steuerungsgremium, das sich vierzehntäglich zur Beratung trifft. Ihm obliegt die inhaltliche und organisatorische Verantwortung für die Arbeit im Deutsch-Französischen Bildungszentrum.
Die Konferenz des Deutsch-Französischen Bildungszentrums ist das wichtigste Entscheidungsgremium. Sie tagt in der Regel zweimal pro Schuljahr. Ihr gehören die Leiter der fünf Einrichtungen, je ein Vertreter des pädagogischen Personals, ein Elternvertreter, ein Schülervertreter der Oberschule und des Gymnasiums sowie ein Vertreter des Vereins mille pattes e. V. an.
Das Kuratorium des Deutsch-Französischen Bildungszentrums Leipzig e. V. berät und unterstützt die Arbeit des Bildungszentrums auf der organisatorischen und inhaltlichen Ebene.
Des Weiteren gehören auch Arbeitsgruppen dazu, beispielsweise für die Vor- und Nachbereitung sowie für das Durchführen von Festen, für gemeinsame Projekte und das neu im 2024 gegründetes Campusforum.

## Arbeitsgrundlage
Grundlage der Arbeit ist die „Konzeption des Deutsch-Französischen Bildungszentrums Leipzig“, verabschiedet durch den Stadtrat der Stadt Leipzig am 20. April 2011. In den Einrichtungen wird nach den aktuell gültigen Lehr- und Bildungsplänen des Freistaates Sachsen, teilweise in modifizierter Form, gearbeitet. Jährlich wird der Jahresarbeitsplan des Deutsch-Französischen Bildungszentrum durch die FRANZ Konferenz beschlossen, welcher weitere Kooperationen und besondere Vorhaben benennt.

## Bildungspolitische Grundsätze
Das Kernstück des Deutsch-Französischen Bildungszentrums ist ein durchgängiger Bildungsgang von der Kindertageseinrichtung bis zum Schulabschluss (Haupt- bzw. Realschulabschluss oder Abitur). Dabei besteht die Möglichkeit, die bilinguale Ausbildung zu unterschiedlichen Zeitpunkten zu beginnen: im Kindergarten, in der Grundschule, mit Eintritt in die weiterführende Schule, gegebenenfalls auch später.
Im Mittelpunkt des pädagogischen Wirkens stehen die Gleichrangigkeit der deutschen und der französischen Sprache und Kultur. Die Arbeit in der Kindertageseinrichtung und dem Hort orientiert sich an der Immersionsmethode. In den Schulen wird die Fremdsprache auch außerhalb des Fremdsprachenunterrichts als Arbeitssprache genutzt, z. B. im Sachfachunterricht.
| Kindertageseinrichtung | Grundschule                                                                    | Hort                                      | Oberschule | Gymnasium |
| --- | ------------------------------------------------------------------------------ | ----------------------------------------- | --- | --- |
| Bilinguale Bildung und Erziehung nach der Immersionsmethode Seit 2021 binational anerkannte Élysée Kindertageseinrichtung | Intensives Sprachenlernen mit schuleigener Akzentuierung Label FranceÉducation | Bilinguale Bildungs- und Freizeitangebote | Vorgezogene 2. Fremdsprache Französisch in allen 5. und 6. Klassen Sprachunterricht und bilinguale Sachfachangebote, Ziel: DELF | Vorgezogene 2. Fremdsprache Französisch mit vertieftem und bilingualem Zweig nach §4 SOGYA Sprachunterricht und bilinguale Sachfachangebote, Ziel: AbiBac |

Hinzu kommen die gemeinsamen Leitsätze der Einrichtungen, die kollaborativ von 2019 bis 2022 in einer einrichtungsübergreifender Arbeitsgruppe besprochen und festgelegt wurden. 

WIR IM FRANZ
… schätzen unsere Vielfältigkeit, respektieren einander und unterstützen uns gegenseitig. 
- Jedes Individuum wird in unseren Einrichtungen wertgeschätzt und bringt seine Persönlichkeit ein.
- Wir haben verschiedene Talente, Interessen, Sprachen und Kulturen, die uns faszinieren und uns bereichern.
- Den Bedürfnissen aller geben wir Raum. Mit gegenseitiger Hilfe stärken wir uns.

… leben eine einrichtungsübergreifende Lernkultur, in der das Französische einen festen Platz hat und vernetzen uns nach außen.
- In der gemeinsamen Arbeit an Projekten lernen wir uns vorbehaltlos kennen und bringen uns Neues bei.
- Die Kulturen der frankophonen Länder und die französische Sprache sind verbindende Bestandteile unseres Alltags.
- Externe Lernorte haben ihren festen Platz.

… sind offen für neue Ideen und entwickeln uns kontinuierlich weiter.
- Wir entdecken innovative Wege des Lernens und heißen neue Denkanstöße willkommen.
- Wir reflektieren unsere Lernprozesse und setzen sinnvolle Neuerungen um.

## Leitlinien der Kooperation
Grundlage der Kooperation zwischen den Einrichtungen des Bildungszentrums bildet ein jeweils für ein Schuljahr gemeinsam erstellter Arbeitsplan. Die Leitlinien der Kooperation werden in der Konzeption und der Kooperationsvereinbarung beschrieben und im Arbeitsplan konkretisiert. Vordergründig geht es um
- die fließende Gestaltung der Bildungsübergänge von einer Einrichtung in eine andere,
- einrichtungs- und schulartübergreifende Bildungsangebote sowohl im Rahmen des Regelunterrichts (z. B. Unterrichtssequenzen, Exkursionen, Schüleraustausche, Projekte) als auch innerhalb der Ganztagesangebote,
- gemeinsam entwickelte Unterrichtskonzepte,
- gemeinsame Teilnahme an regionalen Veranstaltungen (Wettkämpfen und Olympiaden) wie auch gemeinsame Feste,
- ein gemeinsames Konzept der Begabtenförderung,
- gemeinsame Nutzung personeller und technischer Ressourcen,
- gemeinsame thematische Elternabende,
- gemeinsame Lehrer- und Erzieherfortbildung.